# 朝山村 (島根県簸川郡)
朝山村（あさやまむら）は、島根県簸川郡にあった村。現在の出雲市朝山町、所原町、馬木町、見々久町、乙立町にあたる。

## 地理
- 河川：新内藤川[2]、神戸川[3]、十間川[4]

## 歴史
- 1889年（明治22年）4月1日、町村制の施行により、神門郡上朝山村、所原村、馬木村、見々具村が合併して村制施行し、朝山村が発足[1][5]。
- 1896年（明治29年）4月1日、郡の統合により簸川郡に所属[5]。
- 1917年（大正6年）朝山村信用組合設立[1]。
- 1919年（大正8年）大字馬木、上朝山、所原に電灯がつく[1]。
- 1926年（大正15年）朝山村公設消防組設立[1]。
- 1930年（昭和5年）朝山郵便局開設[1]。
- 1950年（昭和25年）5月3日、簸川郡乙立村が二分割され、大字八幡原・東村は簸川郡窪田村に、大字乙立は朝山村にそれぞれ編入された[1][5]。
- 1955年（昭和30年）3月22日、出雲市に編入され廃止[1][5]。

## 産業
- 農業、薪炭業[2]。